# Nicrophorus germanicus

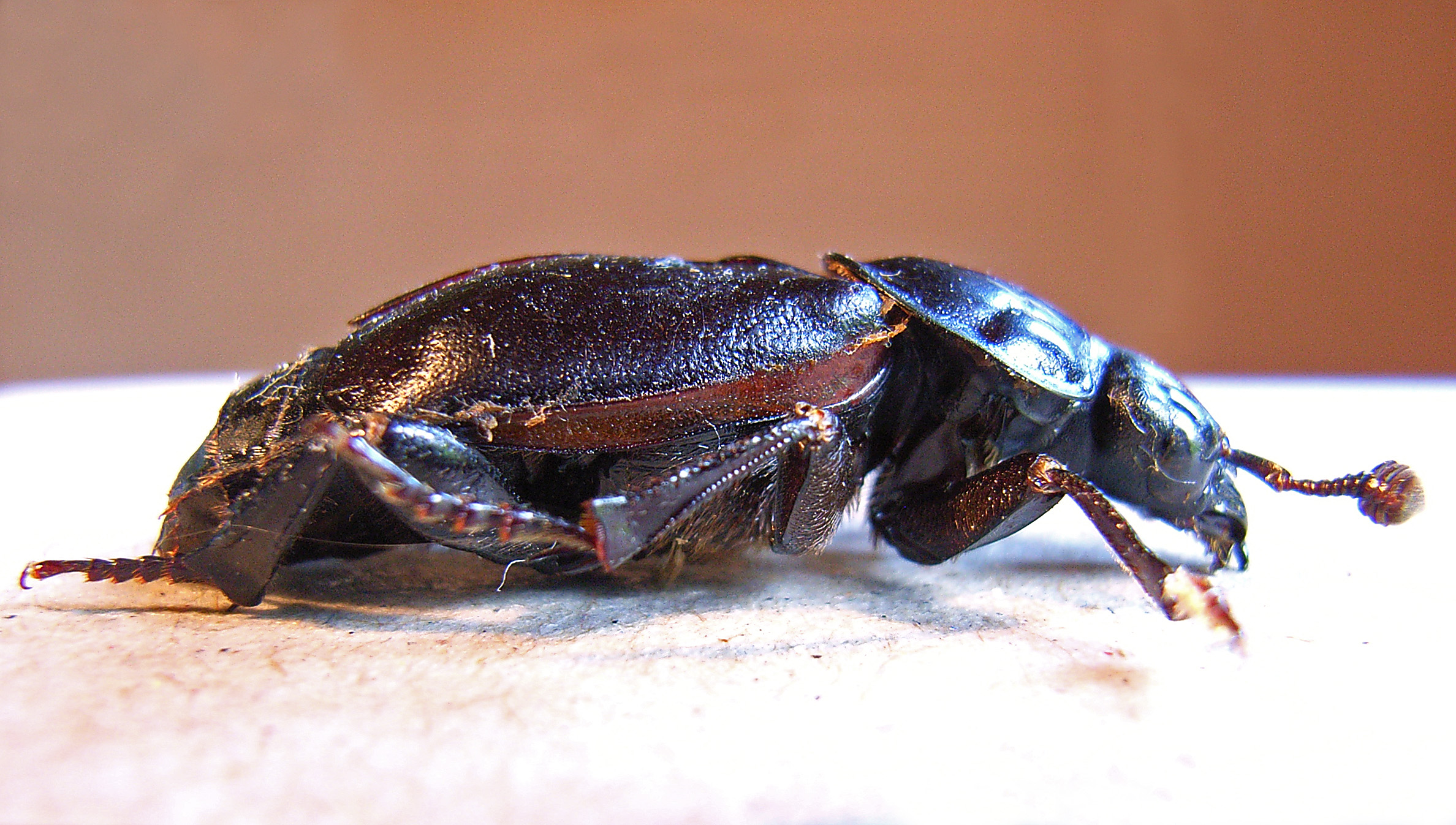
Seitenansicht; gut erkennbar die braunroten Epipleuren

Nicrophorus germanicus ist eine in Eurasien heimische Käferart. Er ist die größte europäische Art aus der Gattung der Totengräber (Nicrophorus).

## Merkmale
Nicrophorus germanicus erreicht eine Körperlänge von 20 bis 30 Millimetern und gehört damit zu den großen Käferarten Europas. Sein Körper, insbesondere die Deckflügel (Elytren) und der Halsschild, ist im Regelfall schwarz; sehr seltene Varietäten besitzen ein oder zwei blutrote Flecken auf den Deckflügeln, an der Spitze und vor der Mitte derselben, die auch in Querbinden vereinigt sein können. Wie bei allen Arten der Totengräber sind seine Deckflügel abgestutzt. Deren Epipleuren sind braunrot, die Kopfschildmembran rötlich. Dies unterscheidet ihn vom ähnlichen Schwarzen Totengräber (Nicrophorus humator), dessen Epipleuren schwarz sind. Weitere Merkmale, die Nicrophorus germanicus mit den asiatischen Arten Nicrophorus morio und Nicrophorus satanas teilt, sind die verbreiterten Tibien der mittleren Beine, die breite Antennenkeule und die Form des letzten Segmentes des Hinterleibes, der etwa halb so lang wie breit ist. Von den beiden Arten ist Nicrophorus germanicus vor allem durch die Farbe und Beborstung der Epipleuren zu unterscheiden.

### Ähnliche Arten
- Schwarzer Totengräber (Nicrophorus humator)
- Nicrophorus morio
- Nicrophorus satanas

## Verbreitung
Der Käfer ist in großen Teilen Europas und Nordasiens verbreitet. Das Verbreitungsgebiet reicht von Südschweden, Dänemark, Niederlande, Frankreich und Norditalien über Mittel- und Osteuropa bis nach Zentralrussland (bis zum Ural), die Türkei, Georgien und Armenien.

## Lebensweise
Wie alle Totengräber lebt auch diese Art von Aas und nutzt Kadaver, die von ihm vergraben werden, als Eiablageplatz. Dabei ist Nicrophorus germanicus häufig an größeren Kadavern, etwa von Ratten oder Kaninchen, zu finden.